# 諾亞·泰勒
諾亞·喬治·泰勒（英語：Noah George Taylor，1969年9月4日—）是一位英格蘭裔澳大利亞男演員，他出生於倫敦。泰勒於2012年11月14日和Dionne Harris結婚，並移居英國的布萊頓。
他較著名的是在HBO電視劇《冰與火之歌：權力遊戲》（2013年至2014年）中飾演洛克，其他知名作品如電影《情挑玉女心》（1991年）、《成名在望》（2000年）、《香草天空》（2001年）、《巧克力冒險工廠》（2005年）、《靈界替身》（2009年）、《初戀潛水艇》（2010年）、《紅狗背包客》（2011年）和《超時空攔截》（2014年）。

## 外部連結
- Noah Taylor在互联网电影资料库（IMDb）上的資料（英文）